# Флавій Євсебій (консул 359 року)
Флавій Євсебій (*Flavius Eusebius, д/н — після 371) — державний діяч пізньої Римської імперії.

## Життєпис
Син Флавія Євсебія, консула 347 року. Народився у Фессалоніках. Здобув ґрунтовну освіту, відзначався своїм красномовством. Своїй кар'єрі завдячує шлюбу сестри Євсебії з імператором Констанцієм II.
355 року призначається консуляром (намісником) провінції Геллеспонт. 356 року стає консуляром провінція Віфінія. 359 року разом з братом Гіпатієм отримав консульство. Також отримав ранг патрикія.
360 року отримав призначення в Антіохію. Того ж року помирає сестра, внаслідок чого вплив Флавія Євсебія при дворі значно зменшився. Після смерті 363 року Констанція II про діяльність Євсебія нічого невідомо. 
371 року Геліодор, фаворит імператора Валента, звинуватив Євсебія та його брата у змові проти імператора. Проте не виявлено доказів, але братів було відправлено у заслання. Лише після смерті Геліодара обидва повернулися до Константинополя. Подальша доля невідома.